# Gmina Birkerød
Gmina Birkerød (duń. Birkerød Kommune) – istniejąca w latach 1970–2006 gmina w Danii w okręgu Frederiksborg Amt. Siedzibą władz gminy było Birkerød. Gmina Birkerød została utworzona 1 kwietnia 1970 na mocy reformy podziału administracyjnego Danii. Po kolejnej reformie administracyjnej w roku 2007 weszła w skład nowej gminy Rudersdal.

## Dane liczbowe
- Liczba ludności: (♀ 10 590 + ♂ 11 340) = 21 930
  - wiek 0–6: 9,3%
  - wiek 7–16: 14,5%
  - wiek 17–66: 61,6%
  - wiek 67+: 14,7%
- zagęszczenie ludności: 664,5 osób/km² (2004)
- bezrobocie: 3,4% osób w wieku 17–66 lat
- cudzoziemcy z UE, Skandynawii i USA: 226 na 10 000 osób
- cudzoziemcy z krajów Trzeciego Świata: 321 na 10 000 osób
- liczba szkół podstawowych: 6 (liczba klas: 136)